# ایزواونکودین
ایزواونکودین (انگلیسی: Isooncodine) یک آلکالوئید آنتی‌کولینرژیک است.